# Техумов, Темур
Темур Техумов (7 июля 1972) — российский борец греко-римского стиля, серебряный призёр чемпионата Европы, мастер спорта России международного класса.

## Спортивная карьера
В мае 2001 года в Стамбуле в финале чемпионата Европы в весовой категории до 63 кг, уступил турку Шерефу Эроглу и завоевал серебряную медаль.

## Спортивные результаты
- Чемпионат Европы по борьбе 2001 — ;